# سانت ماريز ريفر

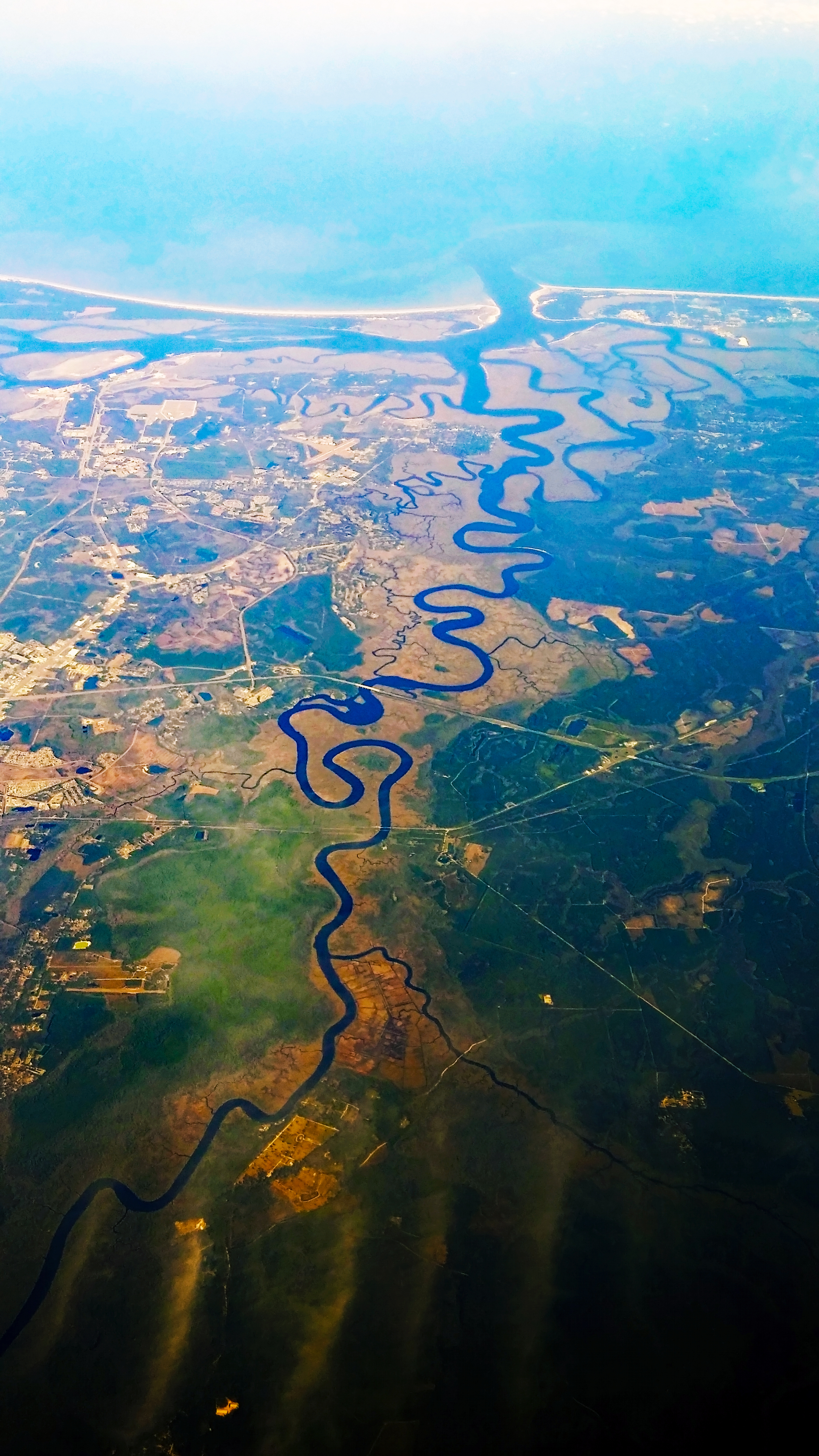
نهر سانت ماريز ريفر من ارتفاع 26,000 قدم.

سانت ماريز ريفر (بالإنجليزية: St. Marys River)‏ هو نهر يبلغ طوله 126 ميل (203 كم) ويقع في الجهة الجنوبية الشرقية من الولايات المتحدة الأمريكية.